# Шанды (Актюбинская область)
Шанды (каз. Шаңды, до 2009 г. — Чайда) — село в Мартукском районе Актюбинской области Казахстана. Входит в состав Курмансайского сельского округа. Код КАТО — 154659400.

## Население
В 1999 году население села составляло 378 человек (200 мужчин и 178 женщин). По данным переписи 2009 года в селе проживало 239 человек (128 мужчин и 111 женщин).